# Акопов, Валерий Сергеевич
Валерий Сергеевич Акопов (род. 6 августа 1938 года, Кисловодск, Ставропольский край, РСФСР, СССР) — советский и российский дизайнер, член-корреспондент Российской академии художеств (2011).

## Биография
Родился 6 августа 1938 года в Кисловодске Ставропольского края, живёт и работает в Москве.
С 1958 по 1993 годы — художник Мастерской прикладной графики Комбината графического искусства МОСХ РСФСР.
В 1961 году — окончил факультет художественно-технического оформления печатной продукции Московского полиграфического института, специальность «художник-график по оформлению печатной продукции».
С 1967 года — член Союза художников СССР.
С 1970 по 1990 годы — член Правления Московского областного союза художников РСФСР.
С 1991 года — член Академии графического дизайна, с 1992 по 1995 годы — её президент.
С 1994 года — член Союза дизайнеров России.
В 2011 году — избран членом-корреспондентом Российской академии художеств от Отделения графики.
Профессор кафедры коммуникативного дизайна МГХПА имение С. Г. Строганова, преподаватель Высшей академической школы графического дизайна, художественный руководитель студии графического дизайна «Акопов: Дизайн и Реклама», художник и член Художественного совета объединения «Промграфика».

## Творческая деятельность
Основные произведения: эмблема и комплекс графических работ для Государственного академического Большого театра России, для Московского академического музыкального театра имени К. С. Станиславского и В. И. Немировича-Данченко, разработка эмблемы «Знак качества», разработка систем условного обозначения (пиктограмм) к Московской Олимпиаде-80; создание эмблемы, фирменного стиля, плакатов внешторгового объединения «Союзпродимпорт», Комитета по телевидению и радиовещанию СССР, логотип ТД «Домино»; фирменный стиль сети ресторанов быстрого обслуживания «Русское бистро», Российской государственной страховой компании, является автором значительных произведений графического искусства, выполненных по заказу ФГУП НТВМЦ Минатома России.
Являлся членом жюри международных и национальных выставок-конкурсов по графическому дизайну, в том числе в Венгрии, Литве, США, Польше, а также участником Биеннале плаката в Москве, Санкт-Петербурге, Международных биеннале графического искусства «Золотая пчела» и др.
Принял участие в художественном оформлении VI Всемирного фестиваля молодежи и студентов в Москве (1957).

## Награды
- Государственная премия Российской Федерации в области литературы и искусства (2003) — за серию комплексных произведений графического дизайна для объектов культуры и туризма[1]
- Заслуженный художник Российской Федерации (2004)[2]
- Медаль «Ветеран труда» (1987)
- Медаль «В память 850-летия Москвы» (1997)
- Благодарность Министра культуры Российской Федерации (2018)
- Золотая медаль Международной выставки в г. Брно (1982)
- Гран-при на Международной выставке в г. Брно (1986)
- Гран-при выставки «Лучшие визитные карточки России» (1997)
- Гран-при выставки «Лучшие календари» (1998)
- 1-я премия выставки «Открытка» (1998)
- 1-я премия выставки «Лучшие знаки России» (1998)